# 达拉·次仁卓玛
达拉·次仁卓玛（藏語：སྟག་ལྷ་ཚེ་རིང་སྒྲོལ་མ་，威利转写：stag lha tshe ring sgrol ma，1919年—1964年11月21日）女，藏族，西藏拉萨人，十四世达赖喇嘛的姐姐。

## 生平
达拉·次仁卓玛生于当彩家族，故其名又作“尧西·次仁卓玛”。1954年3月8日，拉萨市爱国妇女联谊会成立，主任为次仁卓玛（达赖喇嘛的姐姐）、阿沛·才旦卓嘎（阿沛·阿旺晋美夫人）、仁增布赤（西藏军区副司令朵噶·彭措饶杰夫人），副主任为杨岗、仁钦卓玛（车仁夫人）、乃堆·次仁玉仲、李静（西藏工委财政部副部长王直夫人）。1954年，次仁卓玛随达赖喇嘛赴北京参加第一届全国人民代表大会会议。达拉·次仁卓玛是第一、二届全国人大代表。1956年4月，次仁卓玛当选西藏自治区筹备委员会委员。1956年11月22日，西藏爱国妇女联谊会筹备委员会成立，主任为次仁卓玛。
1959年藏区骚乱后，随达赖喇嘛离开西藏，并于同年被撤销西藏自治区筹备委员会委员职务。1960年5月17日，达赖喇嘛的母亲和次仁卓玛共同创办了“西藏难民儿童育幼院”（西藏儿童村（Tibetan Children's Villages）的前身），次仁卓玛任负责人。当时，达赖喇嘛率西藏流亡政府成员及家人抵达达兰萨拉仅一个月。当时，几万西藏难民已被安置到各地筑路营，但难民营内的51名失去父母的孤儿因无人照料，被送到达兰萨拉，交给达赖喇嘛及西藏流亡政府。于是，达赖喇嘛的母亲和次仁卓玛共同创办这所育幼院，并亲自照顾这些孤儿。随后，陆续有其他孤儿被送来。
1964年11月21日，次仁卓玛因癌症在英国逝世，享年44岁。

## 家庭
- 丈夫：达拉·平措扎西（黄国桢）